# 麻里子さまのおりこうさま!
『麻里子さまのおりこうさま!』（まりこさまのおりこうさま!）は、NHKで2011年4月6日から2014年3月16日まで放送されていた教養番組。

## 番組概要
篠田麻里子とNHKのドキュメンタリー番組『NHKスペシャル』とのコラボレーションによる企画番組で、『NHKスペシャル』で今後放送されるキーワードを基に、一般常識として覚えておきたい用語を学ぶテレビ番組である。
この番組の特徴としては、視聴者参加型の番組である他に、NHKのテレビ各放送形態（ワンセグ2・教育テレビ（Eテレ）・総合テレビ）で放送されている点にある。
4月の番組開始前に、スペシャル番組が総合テレビで2011年3月12日の1時45分（3月11日深夜）から10分間放送される予定であったが、3月11日に発生した東北地方太平洋沖地震（東日本大震災）に伴い報道特別番組を放送する特別体制に入ったため休止。後日放送チャンネルを変更し、同年3月31日の18:55 - 19:05に教育テレビにて放送されることになった。
レギュラー放送開始後は、特別番組が不定期に放送されている（詳細は後述）。

## 番組のルール・内容
募集するキーワードに対して「短く分かりやすく解説する」のが前提であり、それに沿う形なら形式は問わない（俳句・短歌、4コマ漫画、動画など）。ただし、文字数で150文字以内または所要時間で30秒以内で説明するのがこの番組のルールである。
毎回、視聴者からの投稿を3作品紹介し、その中で篠田が一番理解できた投稿に対して「おりこうさま」という称号が与えられる仕組みとなっている。
また、最後には紹介したキーワードに関連して、『NHKスペシャル』の放送スケジュールも紹介される。
番組のエンディングは、当初ワンセグ2・Eテレと総合テレビでは異なっていて、ワンセグ2・Eテレでは「ワンセグ2特典映像」が放送され、総合テレビでは『NHKスペシャル』の番組公式サイトと番組公式Twitterが案内されている（2012年現在は総合テレビでも特典映像が放送されている）。

## 出演者
- 篠田麻里子（AKB48、2013年7月22日をもってAKB48を卒業。以降は元AKB48メンバー）
  - この他、篠田の実際の愛犬「パチャ」（トイプードル、オス、2008年7月生まれ、番組放送中の2013年11月に死亡）と愛犬の｢ムッシュ｣（マルチーズ、メス、2008年12月生まれ。番組開始当初は不定期出演で、その後レギュラー出演し、最終回まで出演）が出演している。
- ナレーション：吉水孝宏（レギュラー版）、田中秀喜（NHKアナウンサー、2011年3月31日のスペシャルのみ）

## 放送時間
放送時間はいずれも日本標準時（JST）。
2011年度
- 水曜日 12:35 - 12:40（ワンセグ2）
- 木曜日 1:05 - 1:10（水曜日深夜、総合テレビ）
- 土曜日 13:35 - 13:40（ワンセグ2、水曜日放送分の再放送）
- 日曜日 23:55 - 0:00（ワンセグ2・Eテレ、ワンセグ2では水曜日放送分の再放送）

2012年度
- 木曜日 19:55 - 20:00（ワンセグ2）
- 木曜日 23:25 - 23:30（Eテレ）
- 土曜日 1:25 - 1:30（金曜日深夜、総合テレビ） - 『笑・神・降・臨』・『MAG・ネット』放送週は1:50 - 1:55に放送。
- 翌週水曜日 19:50 - 19:55（Eテレ）
- 木曜日 16:50 - 16:55（総合テレビ・近畿地方のみ） - 国会中継・大相撲中継・高校野球中継実施時は休止。

2013年度
- 日曜日 1:20 - 1:25（土曜日深夜、総合テレビ）
  - 2013年度に入ってからの2回分は、土曜日 1:10 - 1:15（金曜日深夜、総合テレビ）で放送をし、公式サイト上でも原則としてこの時間帯（金曜日深夜）での放送とアナウンスしていたが、それ以降は実態として上記の日時（土曜日深夜）もしくはその近辺の時間帯での放送となっており、2013年6月23日現在公式サイト上では原則としてこの番組が毎週何曜日の何時に放送という形式のアナウンスはせず、個別の放送回の放送日時のアナウンスをしている。

## 特別番組
麻里子さまのおりこうさま!スペシャル（10分）
レギュラー放送が開始される前に放送されたパイロット版。『NHKスペシャル』の『ホットスポット 最後の楽園』から「生態系」にちなみ、4つのアンサーを紹介。前述の通り、東日本大震災に伴い当初の放送時間・チャンネルを変更した。
- 放送日・放送時間
  - 2011年3月31日 18:55 - 19:05（教育テレビ）
  - 2011年4月3日 15:40 - 15:50（教育テレビ・再放送）

麻里子さまのおりこうさま!デンキのかわりにゲンキをあげるスペシャル（30分）
「NHK東日本大震災プロジェクト」の一環として放送。震災及び東京電力・福島第一原子力発電所での事故に伴う夏季の電力不足で高まった節電や省エネルギーにちなんだお題を放送。また、番組オリジナルのスクリーンセーバーや携帯電話用の待ち受け画面が制作された。
- 放送日・放送時間
  - 2011年7月2日 1:15 - 1:45（ワンセグ2、7月1日深夜）
  - 2011年7月3日 0:05 - 0:35（総合テレビ、7月2日深夜）
  - 2011年7月6日 16:20 - 16:50（総合テレビ・再放送[注釈 1]）
  - 2011年7月8日 18:55 - 19:25（ワンセグ2・Eテレ、ワンセグ2は再放送）

麻里子さまのおりこうさま!スベリもないけどオチもなかとよ!大宰府でお受験スペシャル（30分）
番組始まって以来のオールロケーションで、篠田の出身地である福岡県でロケを行った。菅原道真を祭神として奉る福岡県太宰府市にある大宰府天満宮を巡りながら、受験にちなんだお題を取り上げた。また、番組内では篠田の幼少期の写真も紹介され、前回同様番組オリジナルのスクリーンセーバーが制作された。
- 放送日・放送時間
  - 2011年12月28日 0:15 - 0:45（総合テレビ、12月27日深夜）
  - 2012年1月3日 11:30 - 12:00（Eテレ・ワンセグ2）
  - 2012年1月7日 1:15 - 1:43（ワンセグ2・再放送、1月6日深夜）

麻里子さまのおりこうさま!ヒューマンを見ろよ!スペシャル（10分）
2012年から始まる『NHKスペシャル』の大型企画『ヒューマン なぜ人間になれたのか』との完全コラボレーション番組で、同年1月22日の放送開始前に集中的に放送。番組では心理テストの他に、「1万円をもらったら他人にいくらあげられるか」という実験をアメリカ・ニューヨーク（マンハッタン）とタンザニア・ハザで行った模様が放送された。
- 放送日・放送時間
  - 2012年1月21日 0:30 - 0:40（ワンセグ2、1月20日深夜）
  - 2012年1月21日 2:45 - 2:55（総合テレビ、1月20日深夜）
  - 2012年1月21日 13:50 - 14:00（総合テレビ・再放送）
  - 2012年1月21日 16:50 - 17:00（Eテレ・ワンセグ2、ワンセグ2は再放送）
  - 2012年1月22日 10:05 - 11:54（総合テレビ・NHKとっておきサンデー） - 『NHKとっておきサンデー』では両番組の番組宣伝も兼ねて放送。
  - 2012年1月22日 16:50 - 17:00（Eテレ・ワンセグ2、いずれも再放送）

麻里子さまのおりこうさま!社会人のイロハイロイロ教えちゃうぞ!大人の法則スペシャル（30分）
社会人としてのビジネスマナーやトーク術を盛り込んだスペシャル版で、飲み会の上手な断り方など3つのお題を紹介。『NHKスペシャル』の他に『Rの法則』や『オトナへのトビラTV』とのコラボレーションも行われた。なお、総合テレビでの放送では初めて地域番組の差し替えにより放送されない地域が存在した。
- 放送日・放送時間
  - 2012年3月30日 19:25 - 19:55（Eテレ・ワンセグ2）
  - 2012年3月31日 9:30 - 10:00（総合テレビ、三重県・近畿地方を除く）
    - 三重県では『みえ発ドキュメント 梅の花咲くころに〜豪雨から半年 絆ふたたび〜』、近畿地方は『新日本紀行ふたたび』最終回の振替放送（9:30 - 9:55、同年3月17日に全国放送）および『陽明文庫の至宝 王朝文化の華』（9:55 - 10:00、NHK京都放送局開局80周年・読売新聞大阪発刊60周年特別展覧会の関連番組）を放送。

麻里子さまのおりこうさま!ロンドン五輪直前ミラクルボディーのヒ・ミ・ツ!スペシャル（10分）
2012年7月に放送された『NHKスペシャル』の大型企画『ミラクルボディー』との完全コラボレーション番組。番組では体操の内村航平や100メートル走のウサイン・ボルトのミラクルボディーに関する3択の質問を麻里子さまに問い、それに答える形式の内容が放送された。
- 放送日・放送時間
  - 2012年7月1日 16:50 - 17:00（総合テレビ）
  - 2012年7月8日 16:20 - 16:30（Eテレ）

## 派生番組
2011年12月16日より一時、篠田が福岡県出身であることにちなんで、『麻里子さまの九州・沖縄おりこうさま!』が、九州・沖縄の総合テレビで放送された。
金曜日の情報番組『きん☆すた』のスピンオフとして位置づけられ、不定期にその中で最後の3分間放送されたほか、穴埋め独立番組としても放送されていた。九州・沖縄の隠れた名物などを視聴者からの情報提供によって紹介していくもので、締めには麻里子さまの博多弁講座もあった。
しかし、『きん☆すた』本体の中身がだんだん濃くなって時間の確保が難しくなったこと、“妹分”HKT48が指原莉乃を迎え入れて以降番組に本格的に進出してきたこと、そしてネタ切れの様相を呈したことなどから、ロンドンオリンピック直前の放送を最後に新作の制作はぴたりと止まり、『きん☆すた』サイト内にページは残っているものの放送されなくなった。なおHKTの出演も不定期で、“本業”が忙しくなってからは研究生も含めて出演機会は激減した。

## 刊行物
番組の書籍・DVDも出ている。いずれも篠田とNHK番組制作スタッフの共著・編
- 『麻里子さまのおりこうさま!』（ポプラ社） ISBN 978-4-591-12619-6

地球温暖化とその影響についてまとめたもので、篠田がホッキョクグマの「シロクマリコ」（着ぐるみ）に扮している
- 『NHK麻里子さまのおりこうさま! 篠田麻里子の150字で答えなさい!』（アスコム） ISBN 978-4776207023

これまでに放送した番組の中から抜粋し、ニュースを読み解くキーワードを探るというもの
- NHKDVD 麻里子さまのおりこうさま!（ポニーキャニオン）

これもこれまでに放送した番組を抜粋して収録したもの